# Tag-init
Tag-init (tdl. ‘verano’) es una película de drama erótico de 2023 escrita y dirigida por José Javier Reyes y protagonizada por Franki Russell, Yen Durano y Clifford Pusing. La película trata sobre un chico de 17 años (Pusing) que se une a su hermano mayor en unas vacaciones en la playa con amigos y conoce a una mujer (Russell) protegida por un político, la película fue producida por Viva Films y LargaVista Entertainment y estrenada en la plataforma de streaming Vivamax el 20 de enero de 2023.

## Elenco
- Clifford Pusing como Martin
- Franki Russell como Adele
- Yen Durano como Nadine
- Marc Acueza como el congresista Robbie Cerrudo
- Axel Torres como Simon
- Ali Asistio como Chino
- Aerol Carmelo como Paolo Villagracia
- Rolando Inocencio como Manong Dado

## Producción
El director José Javier Reyes, al ser consultado sobre sus incursiones en la realización de películas eróticas para Vivamax durante la rueda de prensa de Tag-init, afirmó que: «al aceptar un proyecto de Vivamax, sabes que no estás haciendo un The Sound of Music, ¿no? [...] Es cuestión de asegurarte de que lo que haces esté dentro de tus propias limitaciones también, y dentro de tus propios principios... y Viva me respeta en eso.»
El actor Marc Acueza pidió permiso a su mujer antes de rodar para Tag-init su primera escena de sexo para una película.

## Lanzamiento
Tag-init se lanzó en Vivamax el 20 de enero de 2023. Antes de su estreno, se llevó a cabo una conferencia en línea sobre la película el 9 de enero, y un avance de la película se lanzó al día siguiente.